# (2404) Antarctica
Pour les articles homonymes, voir Antarctica.
(2404) Antarctica est un astéroïde de la ceinture principale découvert par Antonín Mrkos à l'observatoire Kleť. Il a été ainsi baptisé en référence à l'Antarctique, continent austral polaire.